# Le Jumeau
Le Jumeau är en fransk komedifilm från 1984 i regi av Yves Robert och i huvudrollen Pierre Richard, Camilla More och Carey More. Manuset är baserad på romanen "Two Much" av den amerikanska författaren Donald E. Westlake.

## Rollista
- Pierre Richard ... Matthias Duval / Matthieu Duval
- Jean-Pierre Kalfon ... Ernest Volpinex
- Camilla More ... Elisabeth "Betty" Kerner
- Carey More ... Elizabeth "Liz" Kerner
- Andréa Ferréol ... Evie
- Jacques Frantz ... Ralph
- Françoise Dorner ... Marie
- Jean-Pierre Castaldi ... Charlie
- Paul Le Person ... jazz-luffaren
- Isabelle Strawa ... Nikki
- Jean-Claude Bouillaud ... inspektören
- Henri Labussière ... borgmästaren
- Yves Robert ... mannen i liften

## Om filmen
- Chet Baker (trumpet och röst) deltog på filmmusiken.
- En amerikansk nyinspelning med titeln Two Much i regi av Fernando Trueba släpptes 1995 med huvudrollen Antonio Banderas, Melanie Griffith och Daryl Hannah.